# Forteresse de Bitola
La forteresse de Bitola (macédonien : Битолска тврдина), parfois appelée Djépané (Џепане, du turc cephane, qui signifie « munitions » ou « arsenal »), est une forteresse située à Bitola, ville du sud de la Macédoine du Nord. Elle est construite sur une colline au sud de la ville, près des ruines de la ville antique d'Heraclea Lyncestis.
L'ensemble est composé de quatre bâtiments militaires entourés d'un grand mur rectangulaire. La forteresse a été construite en 1876 pour les Ottomans et ce sont des maîtres de Smilevo qui sont responsables de la construction. La forteresse a servi de dépôt d'armes pour l'armée yougoslave.
En 2011, le ministère macédonien de la défense a annoncé qu'il a transféré le monument au musée de Bitola, qui va lancer une campagne de restauration et transformera le site en lieu culturel. La forteresse a aussi été classée « monument culturel de catégorie I ».